# Кърт Кобейн
Кърт Доналд Кобейн (на английски: Kurt Donald Cobain) е американски певец и музикант, роден на 20 февруари 1967 г. в Абърдийн, и починал 5 април 1994 г. в Сиатъл.
Кобейн е лидер на сиатълската гръндж група Нирвана. Той е текстописец и композитор на групата, китарист и изпълняващ главните вокали. През 90-те години на 20 век се превръща в една от най-големите знаменитости в гръндж музиката, въпреки че той самият да не е желал да става знаменитост, нито се е чувствал комфортно в тази роля. Повлиян от музиката на големите рок групи от 1970-те и пост-пънка от 1980-те, Кърт се отдава на едно ново течение, което по-късно ще се превърне в основна музикална вълна на 1990-те. Обявен от много медии и списания за изпълнител на последното десетилетие на 20 век, Кърт, заедно с Нирвана, издига грънджа на световната сцена и превръщат този стил в символ на младото поколение от този период. Но както пънка от средата и края на 1970-те, така и грънджът има кратък живот. За повечето фенове смъртта на вокалиста на Нирвана слага края на гръндж ерата, макар постигнатото от групата да е продължено от „Foo Fighters“. За разлика от повечето рок звезди Кърт Кобейн не е типичният пияница и сценичен артист, а по-скоро затворен в себе си и апатично настроен към славата изпълнител, което още повече кара хората да го обожават, наричайки го „Бог на рока“.

## Биография

### Произход и детство
Кърт Доналд Кобейн е роден на 20 февруари 1967 г. (понеделник) в град Абърдийн, щата Вашингтон. Проплаква за първи път в болницата Грей Харбър Комюнити, разположена на хълм над града. Първи син на Доналд Лилънд Кобейн (роден 1946) и Уенди Елизабет Фрейдънбърг (родена 1948). По това време двамата млади родители живеят в съседния град Хоукуиъм, където Дон работи като монтьор в бензиностанция, а Уенди е сервитьорка. Местят се в Абърдийн през септември 1969 г., в квартал на средната класа.
Ранното детство на Кобейн е радостно. Когато е на три годинки, се ражда сестра му Кимбърли Кобейн, към която той се привързва много. Семейството е порядъчно и прекарва достатъчно време с децата си. Дон е запален по спорта и води Кърт и Уенди редовно на бейзболни мачове и мероприятия. Прекарват летните ваканции в бунгало на брега на океана, а през зимата семейството ходи да се пързаля на шейни около едно курортно селище.
През септември 1972 г. 5-годишният Кърт тръгва на детска градина към началното училище „Форст Стрийтс“, където персонала си го спомня като щастливо и общително момченце. Там той открива таланта си да рисува, от което са впечатлени много от познатите му. По това време момчето започва да показва и интереси към музиката. Опитва се да свири на барабани и една китара на леля си Мери. Любимата му група е Бийтълс.
Първите години отношенията между Дон и Уенди Кобейн са добри, макар и малко студени. През 1974 г. напрежението в семейството обаче се засилва, когато младият баща решава да смени работата си, заради финансови затруднения. Намира си административна длъжност в дърводобивната индустрия, но понеже се намира в най-ниското стъпало, изкарва по-малко пари от бензиностанцията. Принуден е да заработва допълнително събота и неделя в една дъскорезница. Често му се налага да взима пари и назаем, от което тръгват основните поводи за скандали между него и съпругата му. Въпреки скандалите си двамата никога не са стигали до някакви сериозни спречквания и не са посягали на децата си.
През този период поведението на Кърт се характеризира като хиперактивно. Родителите и класният му ръководител решават, че неизчерпаемата енергия, която демонстрира детето, може да има медицинско обяснение. Лекарите му предписват Риталин – спорно лекарство. Кортни Лав, бъдещата съпруга на Кърт Кобейн, също е взимала съмнителните хапчета в детска възраст. Като възрастни двамата често са обсъждали този отрязък от живота си, според тях на това се дължи по-нататъшната им пристрастеност към по-твърди наркотици.
Сам Кърт Кобейн признава, че е имал много щастливо детство, докато не навършил 9 години. Седмица преди деветия си рожден ден Уенди уведомява съпруга си, че иска развод. Дон е съкрушен и не знае какво да прави, първата му реакция е да се затвори в себе си. На 1 март той се изнася от къщата и се опитва да запази някак си брака. В бракоразводното дело Уенди печели пълно попечителство върху децата. Тя бързо си намира нов приятел, избухлив и гневлив докер, изкарващ два пъти повече пари от бившия ѝ съпруг. Двамата се отнасят изключително враждебно с Дон.
Кобейн приема развода много тежко и намразва родителите си. Той написва на стената на стаята си: Мразя Мама, Мразя Татко, татко мрази мама, мама мрази татко. Първите 3 месеца след развода, Кърт желае да живее с майка си, но после се мести при баща си, който си намира приятелка Джени, която има две деца, едното с 1 година по-малко от Кърт, а другото с 5. Впоследствие се ражда друго дете в семейството – Чад. След сприятеляването си с Джени, Доналд Кобейн бива жестоко намразен от сина си, защото няколко месеца преди това, той е обещал на Кърт, че никога няма да се ожени. Все пак Кърт се сприятелява с другите две деца, макар че дори в присъствието на доведената му майка ги дразни. Кобейн младши обиква малкия Чад, защото той бил много привързан към бебета.
В тийнейджърските си години Кърт постоянно се мести. Живее ту при майка си, ту при баща си, за кратко дори при леля си и баба си. Баща му кара Кърт да се присъедини към отбора по борба. По време на състезание Кобейн младши нарочно се оставя да го победят и после широко се усмихва на баща си.

### Тинейджърски години
През тийнейджърските си години Кобейн малко по малко започва да се затваря в себе си. Той постоянно води своите дневници, в които описва всеки един детайл от настоящето, но и от бъдещето, за което мечтае. В своите тетрадки той разказва как ще стане известен музикант, как ще печели много пари. Още от малък той имал наклонности в литературата, в изобразителното и в музиката. Когато става тийнейджър, му подаряват първата китара. Макар че не може да свири, той разнася китарата си в училище и се фука. Веднъж майка му се скарва с втория си съпруг – Пат О'Конър. Уенди, Кърт и Кимбърли събират оръжията на О'Конър и ги изхвърлят в реката. Години след това, Кърт ще преиначава историята пред медиите – че след като изхвърлили пушките, той ги извадил и ги продал, а с парите си купил първата китара. Личи си как иска да го възприемат хората: като човек, който превръща мечовете на селяндурите в плугове на пънк рока. Това е може би най-ярката част от характера на Кобейн – той разказва историите по начин, който не съответства на точната реалност, но съответства на душевното му състояние, на това как се е почувствал в този момент. Един известен пример за това: песента Under the bridge. В интервюта той разказва как, когато бил отхвърлен от всички, той е живеел под моста на Абърдийн. Но това в действителност не е вярно. Кърт разказва историята по този начин, показвайки как се е чувствал – изоставен, отвърлен, мразен.
Чичото на Кърт го научава на първите стъпки в свиренето на китара. Малко по малко той сам се научава да свири на инструмента си. Роднините му отбелязват, че е напреднал доста.
Кърт не завършва гимназия, защото е отдаден на музикалната си „кариера“. Той се запознава с Крис Новоселич (бъдещият басист на Нирвана). Първата група на Кобейн – Fecal matter, е основана през 1985 година. Първоначалният и състав е Кърт (вокали и китара), Дейл Кроувър (бас) и Грег Хокансън (барабани). След това в групата се присъединяват Бъз Осбърн (бас) и Майк Дилард (барабани). По ирония на съдбата, човекът който е разпалил любовта на Кърт към пънк музиката е самият Бъз Осбърн. Той е фронтменът на тогавашните идоли на Кобейн – The Melvins. Melvins е първата група, на чийто концерт е бил Кърт Кобейн. Той се е състоял в паркинга на супермаркет. Според другите хевиметъл тийнейджъри, Melvins не струват, но Кърт веднага щом ги чува се влюбва в пънк музиката. Тогава още ученик, Кърт бил най-популярното дете в училище, всички момичета го харесвали, всички искали да са му приятели, но откакто захвърлил старите си класик рок тениски и плочи, Кобейн се превърнал в пънк рок тийнейджъра, с дълга руса коса, който носел саморъчно нарисувани тениски с никому известни пънк банди. Децата започнали да странят от него, но откакто се преместил в друго училище, заради постоянното си сменяне на жилището – ту у баба и дядо, ту у други роднини, че и у приятели, той вече изгубил всякакви контакти с децата в училище. Единствено му останали старите приятели в Абърдийн, с които от време на време се събирали, пушели трева, напивали се.
Когато Кърт напуска училище, той постоянно сменя квартирите си. Той живее с приятели. Когато с негов приятел живеели в апартамент, наречен „Розовият апартамент“ (защото бил боядисан целия в розово), те драскали по стените със спрей, крадели кръстове от гробището и ги боядисвали на точки. В този момент излиза наяве една видна част от характера на Кобейн – лудостта. Но за да не се разбере погрешно, лудостта има огромна роля в творческия му гений. Кърт постоянно рисувал различни крайно извратени за другите, но красиви за него неща – като например бебета без крайници и всякакви такива неща. Той събирал глави на кукли и всякакви такива неща – правел собствени произведения на изкуството от тях. Но тези произведения на пръв поглед изглеждали доста плашещи.. Той правел различни колажи от списания и т.н. С приятеля му крадели статуи на Дева Мария и ѝ рисували кървави очи. И знам, че повечето, които четат тази статия ще си помислят, че Кърт е бил извратен шизофреник и пр., но не, той е бил един крехък човек, обичлив, грижовен. Доказателство за това е любовта му към животните. Той гледал всевъзможни твари – котки, зайци, костенурки и т.н.
Кърт заживява с приятелката си Трейси Марандър. В нея той откривал истинската майчина любов, която му липсвала. Трейси работела, изкарвала им прехраната, а Кърт си стоял вкъщи. Тя му задавала домашни задължения, които той не винаги вършел. Но Трейси никога не се оплаквала от неговото бездействие, тя го обичала повече от всичко. Те си имали много домашни любимци. Костенурките им били сложени във ваната и не след дълго целият им апартамент започнал да мирише на всякакви животни.

### Нирвана
Междувременно Кърт и Крист Новоселич направили група. Кърт на китара и вокали, Крист на бас, Боб МакФадън на барабани. Няма и месец след това, барабанист станал Арън Бъркхард. Кобейн имал дузина вече написани песни в дневниците си и те започнали да репетират. Постоянно сменяли името на бандата и веднъж, без да знае, че съществува вече група с такова име, Кърт кръстил групата си Skid row. В края на краищата, постоянното име на групата вече станало Nirvana. Кърт избрал това име, заради будисткия термин, който означава постигане на съвършенство. Нирвана е мястото, докъдето се достига, когато някой премине през безкрайния цикъл на прераждането и човешките страдания. Като се отрекат от желанието и вървят по осемстепенния път, чрез медитация и духовно усъвършенстване вярващите се стремят да постигнат нирвана и по този начин да се освободят от мъките в живота. Самият Кобейн е преминал, буквално казано, през много религии. Семейството му било християнско, по-късно той открил будизма (наричал се е будист, но всичко, което знаел за тази религия, било научено от телевизионно предаване, което е гледал късно вечерта). След Арън, барабанист станал Дейл Кроувър от Melvins, след това Дейв Фостър, а след него – Чад Чанинг. През 1988 година излязъл първият сингъл на Nirvana – Love buzz.
На 15 юни 1989 г. излиза първият албум на Nirvana – Bleach. „Участници“ в албума са Кърт, Крист, Чад и Джейсън Евърман, който не е официален член на групата, само временна втора китара. Албумът няма особено голям успех, но вече много хора познават самата група и все повече хора ходят на концертите им.
На 28 май 1991 г., заедно с Еди Ван Хален, изнесли тричасов концерт в родината на пънк рока – Сиатъл.
Когато уволнил Чад Чанинг от Nirvana, Кърт къса с Трейси. След това той се запознава с момиче, заради което ще напише още дузина песни. Някои от песните, които ще са включени в следващия им албум. Кърт се запознава с Тоби Вейл, барабанистката на пънк феминистката група Bikini kill. Кърт е влюбен в нея, но тя не иска хората да разбират, че тя и Кърт са заедно, защото е против правилата на пънк феминизма да си има гадже. Връзката на Кърт и Тоби остава общо взето тайна. Кобейн обожава момичето, като дори често казва цитати от нейните феминистки фензини, които прави, като например "Правила на рока: 1) Научи се да не свириш на инструмента си 2) Не наранявай момичета, когато танцуваш (и не само). Докато те са заедно, Дейв Грол – вече настоящ барабанист на Nirvana, ходи с вокалистката на Bikini kill – Катлийн Хана. Веднъж когато те били на купон в някаква къща, Катлийн написва „Kurt smells like teen spirit“ (преведено на български: „Кърт мирише на Teen spirit“). Teen spirit е марка дезодорант, която Тоби ползва. Значението на надписа е, че Кърт мирише на Тоби. Но Кобейн не знае, че Teen spirit е дезодорант и затова името му се струва готино.
И така се ражда името на хита, който завлядява света.
До издаването на втория им албум – Nevermind, на 24 септември 1991, Nirvana вече са били известни. Когато албумът бил издаден, предположените копия били напълно разпродадени. Nirvana вече били звезди. Току-що издаденият албум вече щурмувал по класациите, като дори ликвидирал от първото място на Billboard Top 50 албум на Майкъл Джексън.
През 1991 г. Кърт се запознава с английската музикантка Мери Лу Лорд. Той вече е скъсал с Тоби. Те се виждат рядко и не може да се нарече точно, че имат връзка. През същата година, на един концерт, Кобейн се запознава с Кортни Лав. Когато я вижда, той я поваля на земята и те започват да се боричкат. След това отиват зад сцената и се надрусват заедно. В този период, наркотиците са влезли сериозно в живота на Кърт. След това Кърт и Кортни водят дълъг разговор. Интересно е, че Кобейн не е бил един от разговорливите хора, но това момиче го карало да говори. Тя знаела много повече неща за музиката от него и затова той се влюбил в нея. Когато през ноември 1991 Nirvana и пънк феминистктата група на Кортни – Hole, имат съвместно турне, същинското ухажване между двамата започва. Всяка вечер тези говорят по телефона, разменят си факсове и писма, оставят си кодирани съобщения по вратите на гримьорните. Когато любовната му афера с Кортни набира скорост, Кърт осъзнава, че трябва да изчисти отношенията си с Мери Лу Лорд, защото тя още си мисли, че те са заедно. След първия концерт от турнето на Нирвана, Кърт я открива зад сцената, дошла да го изненада. От самото начало Мери разбира, че отношенията им са се променили. Когато тя го пита дали е срещнал някоя друга, той и отговаря, че просто е уморен. Същата нощ в три сутринта, някакъв радиоводещ казал, че Мери Лу Лорд е гаджето на Кърт и Кортни му звъни побесняла. „Гаджето на Кърт ли? Аз съм гаджето на Кърт“ – изкрещява му тя в отговор, почти разплакана. Кърт и обяснява и на следващата сутрин къса с Мери Лу. Тя се прибира у дома си и на следващия ден гледа скандалното появяване на Nirvana в телевизионното шоу на The word – преди да изсвирят съкратената версия на Smells like teen spirit, Кърт грабва микрофона и казва, че иска всички в тази зала да знаят, че Кортни Лав от Hole е най-яката пу*ка на света. Кърт вече е обект на засилен интерес на медиите и на хората, което дава предпоставките за затварянето му в себе си. Вниманието на хората не му понася.
В началото на декември 1991 г. Кортни е заченала детето им. Кърт е изключително притеснен за здравето на детето, защото по това време и двамата са взимали хероин. Притеснението му детето да не се роди без някой крайник или пр. идва от всичките рисунки на осакатени бебета флиперчета, които е рисувал. Заради хероина, той изпитва страх и себененавист, защото се е клел, че ако има деца, ще им осигури по-добър свят, от този, в който самият той е израснал.
На 24 февруари 1992 г. Кърт и Кортни се женят на плаж в Уайкики, Хаваи. Кърт е облечен в синя карирана пижама, преметлан през рамото си гватемалска чанта. Кортни е облечена в стара викторианска рокля, принадлежала на актрисата Франсис Фармър.
На 18 август 1992 година се появява на бял свят Франсис Бийн Кобейн – наследницата на Кърт и Кортни. Когато детето се ражда, властите не искат да дават родителските права над малката на Кобейн и Лав, заради слухове, че употребяват наркотици. Правата над детето отиват при далечна роднина. Но това не значи, че те не виждат Франсис – напротив, прекарват максимално много време с нея. В края на краищата, след месеци на съд и договорки, двамата Кобейн взимат пълномощията над детето си.
На 14 декември 1992 излиза третият албум на групата – Incesticide. Албумът е със сборни песни от 1988 до 1991 година.
Междувременно, Кърт се затваря в своя собствен свят – светът на наркотиците и на музиката. Той преживява дузина свръх дози.
На 13 септември 1993 година излиза третия албум на Nirvana – In Utero. Това е албумът, по който е работено най-много, на който е отделено най-много внимание. Песните в него са посветени на Кортни и на тежкото му детство.

### Смърт
В края на март 1994 г. Кърт е хоспитализиран в клиника за наркозависими. В началото на същия месец той за малко е щял да умре, в кома е няколко дни. След концерта на Nirvana в Рим Кърт поглъща много опасно количество лекарства, след което се наложило да му направят промивка на стомаха. На 1 април Кърт бяга от болницата, след което отива в Сиатъл, но не се прибира вкъщи. Обявен е за издирване.
На 8 април Кобейн е намерен в лятната градина на дома си в Лейк, Вашингтон от Гари Смит, служител в електротехническа фирма. Смит е пристигнал в къщата, за да постави осветление, когато забелязва тялото на човек в лятната градина. Разпознава трупа на Кърт Кобейн по старите покъсани кецове Конвърс. Той забелязва, че от ухото на Кобейн се стича кръв, твърди също, че не е забелязал следи от нараняване, затова първоначално е помислил, че Кърт е заспал. До тялото е намерена пушка Ремингтън 20-и калибър.
Аутопсията на тялото показва, че първоначално Кобейн е взел доза хероин, 3 пъти по-голяма от средната свръхдоза, след което е направил огнестрелна рана в главата с пушката. Показано е, че смъртта е настъпила на 5 април, но може и да има разлика в 24 часа. Обявено е, че причината за смъртта е самоубийство.
Но възможно ли е да е самоубийство?
Едно от доказателството е, че след такава доза не можеш просто да вземеш пушката и да се застреляш. След дозата смъртта е почти моментална. По-запознатите фенове на Кобейн твърдят, че имат доказателства, подкрепящи конспиративните теории. Има и доказателства, оспорващи „предсмъртното писмо“ на Кърт.
Най-голямата конспиративна теория относно смъртта на Кобейн е убийство. Убийство от най-близката му жена.
Непосредствено след смъртта на Кърт Кобейн, на 1 ноември 1994 г. излиза записаният през ноември 1993 концертен албум – Unplugged in New York. Албумът включва 6 кавъра и 8 авторски песни. Албумът е признат като една от най-паметните техни изяви. Концертът показва как групата може да се оттърси от гръндж звученето, с което винаги е асоциирана. След случилото се с фронтмена на групата, идва и краят на нейното съществуване.